# Бромид гексаамминкобальта(II)
Бромид гексаамминкобальта(II) — неорганическое соединение, комплексный аммин соли металла кобальта и бромистоводородной кислоты с формулой [Co(NH3)6]Br2,
тёмно-красные кристаллы.

## Получение
- Действие газообразного аммиака на бромид кобальта(II):

{\displaystyle {\mathsf {CoBr_{2}+6NH_{3}\ {\xrightarrow {T}}\ [Co(NH_{3})_{6}]Br_{2}}}}

## Физические свойства
Бромид гексаамминкобальта(II) образует тёмно-красные кристаллы
кубической сингонии,
пространственная группа F m3m,
параметры ячейки a = 1,0410 нм, Z = 4.